# Biophytum uzungwaense
Biophytum uzungwaense är en harsyreväxtart som beskrevs av C. Frimodt-moller. Biophytum uzungwaense ingår i släktet Biophytum och familjen harsyreväxter. Inga underarter finns listade i Catalogue of Life.